# Joaquim Luís Gomes
Joaquim Luís Gomes (Santarém, 19 de novembro de 1914 — Lisboa, 23 de julho de 2009) foi um maestro e orquestrador português.

## Percurso
Joaquim Luís Gomes nasceu em 19 de novembro de 1914, em Santarém.
Com 18 anos, entrou para o Batalhão de Caçadores 5, onde tocava clarinete e onde esteve durante oito anos.
Começou a trabalhar como Harpa da Banda Sinfónica da Guarda Nacional Republicana e da Orquestra Sinfónica da Emissora Nacional, colaborando também na Secção de Música Ligeira, e como 2º Titular da Orquestra Típica Portuguesa do maestro José Belo Marques.
Trabalhou com artistas diversos da Música Portuguesa, entre eles a Amália, para a qual providenciou orquestrações sinfónicas para temas populares portugueses, gravados na série de LP's "Amália Canta Portugal", a cançonetista Maria de Lourdes Resende, para a qual escreveu a canção da "Nostalgia", que depois orquestrou para o indicativo dos seus programas de variedades da Emissora Nacional e da RTP, e também Francisco José, Rui de Mascarenhas, Paulo Alexandre, Tony de Matos, Carlos do Carmo, Simone de Oliveira ou Fernando Tordo.
Foi o orquestrador de canções como Onde Vais Rio Que Eu Canto (1970).
Escreveu obras para orquestra sinfónica, harpa e piano, com destaque para a "Marcha Concertante", "Pérolas Soltas", "Abertura Scalabitana", "Abidis", "Sonata em Mi Bemol" (para piano) e a narrativa sinfónica "Mar Português (Possessio Maris)", composta em 1988 a convite de Paulo Alexandre, e considerada como "Manifesto Interesse Público" pelo Governo Português.
Dirigiu a Orquestra Típica Scalabitana de 1958 a 1965, com a qual gravou um EP nomeado de "Orquestra Típica Dirigida por Joaquim Luiz Gomes", em que colaborou também o Coro Feminino da Emissora Nacional, um EP com a cançonetista Gina Maria, e o LP "Ribatejo" de 1964.
Foi ainda autor das bandas sonoras dos filmes "Passagem de Nível" ou "Justiça dos Céus".
Em 1995 e 2005 foi homenageado pela Sociedade Portuguesa de Autores que o considerou "uma das figuras mais marcantes da música portuguesa no século XX".
A 5 de abril de 2004, foi agraciado com o grau de Grande-Oficial da Ordem do Mérito.
Joaquim Luís Gomes faleceu no dia 23 de julho de 2009. O funeral realizou-se no dia 29 de julho de 2009 na igreja de Campo de Ourique para o Cemitério de Benfica.